# 트로기르

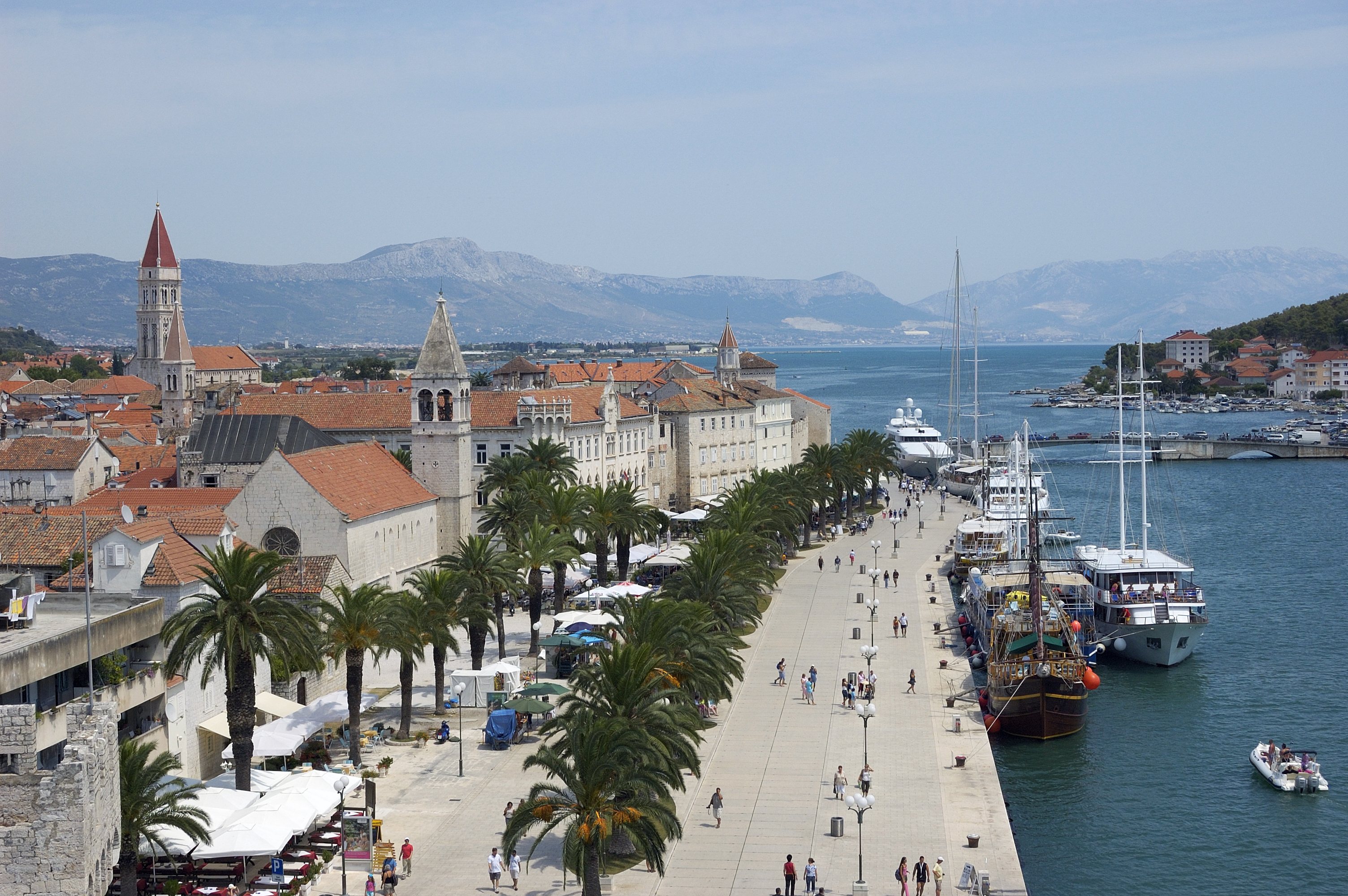
트로기르 시가지

트로기르(크로아티아어: Trogir, 이탈리아어와 달마티아어: Traù, 라틴어: Tragurium, 그리스어: Tragurion, 이탈리아어: Traù,
독일어: Trau, 헝가리어: Trau)는 아드리아해 연안과 접한 크로아티아의 항구 도시로 행정 구역상으로는 스플리트달마티아주에 속한다. 도시 인구는 12,995명(2001년 기준), 지방 자치체 인구는 13,322명(2001년 기준)이며 스플리트에서 서쪽으로 27km 정도 떨어진 곳에 위치한다.
크로아티아 본토와 치오보섬(Čiovo) 사이에 있는 작은 섬에 역사적 도시가 세워졌다. 1997년 트로기르 역사 도시가 유네스코가 지정한 세계유산에 선정되었다.

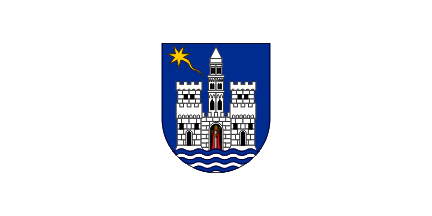
시기
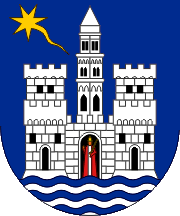
시 문장

## 역사
기원전 3세기 비스섬에서 온 그리스인들이 '트라구리온'(Tragurion)이라는 식민 도시를 건설했다. 트라구리온은 그리스어로 "수컷 염소"라는 뜻을 가진 '트라고스'(Tragos)에서 유래된 이름이다.
고대 로마 시대에는 요새화가 진행되었으며 9세기 후반에는 비잔티움 제국의 지배를 받았다. 11세기에는 트로기르 로마 가톨릭교회 교구가 설치되었고 1107년부터는 헝가리의 지배를 받았다. 1420년부터 베네치아 공화국의 지배를 받으면서 성당, 요새, 광장이 건설되었다. 이 시기에 건설된 주요 건축물로는 트로기르 대성당(13세기 건립), 트로기르 공작 궁전(13세기 건립), 카메를렌고 성(Kamerlengo, 15세기 건립), 트로기르 요새(15세기 건립) 등이 있다.
1797년 베네치아 공화국이 소멸되면서 트로기르는 오스트리아 합스부르크 군주국의 지배를 받았다. 1806년부터 1814년까지는 나폴레옹 보나파르트가 이끌던 프랑스의 지배를 받았지만 나중에 오스트리아에 반환되었다. 1918년 제1차 세계 대전의 종전과 함께 오스트리아-헝가리 제국이 소멸되면서 이탈리아에 편입되었다. 제2차 세계 대전이 진행 중이던 1944년에 요시프 브로즈 티토가 이끄는 유고슬라비아 파르티잔 부대가 트로기르를 점령하면서 유고슬라비아에 편입되었다.

## 같이 보기
- 달마티아
- 스타토 다 마르